# Трух, Григорий Андрей
Григорий (Грыць) Андрей Трух (укр. Григорій (Гриць) Андрій Трух; 19 февраля 1894, село Горное, Королевство Галиции и Лодомерии, Австро-Венгрия — 9 мая 1959, Гримсби, Канада) — украинский военный деятель, священник-василианин, командир сотни украинских сечевых стрельцов. Является автором текста стрелецкой песни «Червона калина».

## Биография
Родился 19 февраля 1894 года в селе Горное. В 1914 году окончил гимназию и с началом войны вступил в ряды Украинских сечевых стрельцов. Был командиром четы в сотне Дмитрия Витовского, проводником разведчиков в Карпатах. Был ранен под Болеховом 30 мая 1915 года.
В бою под Потуторами на Бережанщине 30 сентября 1916 года выбрался с взводом из окружения. По состоянию на осень 1917 года имел звание поручика и находился на должности командира сотни УСС.
Через год участвовал в Ноябрьском восстании в Галиции, по итогам которого возникла Западно-Украинская Народная Республика. Во время восстания его солдаты взяли в плен австро-венгерского генерала Пфефера.
После оккупации Галиции поляками пошел в монахи. Как священник действовал в Галичине, на Холмщине и (с 1932 г.) в США и Канаде.
Умер в Гримсби (Онтарио), похоронен в Виннипеге.